# Sportovní gymnastika na Letních olympijských hrách 1968
Sportovní gymnastika na Letních olympijských hrách 1968.

## Medailisté

### Muži
| Soutěž                | Zlato | Stříbro | Bronz |
| --------------------- | --- | --- | --- |
| Víceboj – družstva    | Japonsko (JPN) · Jukio Endó · Sawao Kató · Takeši Kató · Eizo Kenmocu · Akinori Nakajama · Micuo Cukahara | Sovětský svaz (URS) · Sergej Diomidov · Valerij Iljinych · Valerij Karasjov · Viktor Klimenko · Viktor Lisickij · Michail Voronin | Německá demokratická republika (GDR) · Gunter Beier · Matthias Brehme · Gerhard Dietrich · Siegfried Fülle · Klaus Köste · Peter Weber |
| Víceboj – jednotlivci | Sawao Kató · Japonsko (JPN)                                                                               | Michail Voronin · Sovětský svaz (URS)                                                                                             | Akinori Nakajama · Japonsko (JPN) |
| Prostná               | Sawao Kató · Japonsko (JPN)                                                                               | Akinori Nakajama · Japonsko (JPN)                                                                                                 | Takeši Kató · Japonsko (JPN) |
| Kůň našíř             | Miroslav Cerar · Jugoslávie (YUG)                                                                         | Olli Laiho · Finsko (FIN) | Michail Voronin · Sovětský svaz (URS)                                                                                                  |
| Kruhy                 | Akinori Nakajama · Japonsko (JPN)                                                                         | Michail Voronin · Sovětský svaz (URS)                                                                                             | Sawao Kató · Japonsko (JPN) |
| Přeskok               | Michail Voronin · Sovětský svaz (URS)                                                                     | Jukio Endó · Japonsko (JPN) | Sergej Diomidov · Sovětský svaz (URS)                                                                                                  |
| Bradla                | Akinori Nakajama · Japonsko (JPN)                                                                         | Michail Voronin · Sovětský svaz (URS)                                                                                             | Viktor Klimenko · Sovětský svaz (URS)                                                                                                  |
| Hrazda                | Michail Voronin · Sovětský svaz (URS)                                                                     | nebyla udělena | Eizo Kenmocu · Japonsko (JPN) |
| Hrazda                | Akinori Nakajama · Japonsko (JPN)                                                                         | nebyla udělena | Eizo Kenmocu · Japonsko (JPN) |

### Ženy
| Soutěž                | Zlato | Stříbro | Bronz |
| --------------------- | --- | --- | --- |
| Víceboj – družstva    | Sovětský svaz (URS) · Ljubov Burdová · Olga Karasjovová · Natalja Kučinská · Larisa Petriková · Ljudmila Turiščevová · Zinaida Voroninová | Československo (TCH) · Věra Čáslavská · Marianna Krajčírová · Jana Kubičková · Hana Lišková · Bohumila Řimnáčová · Miroslava Skleničková | Německá demokratická republika (GDR) · Maritta Bauerschmidtová · Karin Janzová · Marianne Noacková · Magdalena Schmidtová · Ute Starkeová · Erika Zucholdová |
| Víceboj – jednotlivci | Věra Čáslavská · Československo (TCH) | Zinaida Voroninová · Sovětský svaz (URS)                                                                                                 | Natalja Kučinská · Sovětský svaz (URS) |
| Přeskok               | Věra Čáslavská · Československo (TCH) | Erika Zucholdová · Německá demokratická republika (GDR)                                                                                  | Zinaida Voroninová · Sovětský svaz (URS) |
| Bradla                | Věra Čáslavská · Československo (TCH) | Karin Janzová · Německá demokratická republika (GDR)                                                                                     | Zinaida Voroninová · Sovětský svaz (URS) |
| Kladina               | Natalja Kučinská · Sovětský svaz (URS) | Věra Čáslavská · Československo (TCH) | Larisa Petriková · Sovětský svaz (URS) |
| Prostná               | Larisa Petriková · Sovětský svaz (URS) | nebyla udělena | Natalja Kučinská · Sovětský svaz (URS) |
| Prostná               | Věra Čáslavská · Československo (TCH) | nebyla udělena | Natalja Kučinská · Sovětský svaz (URS) |

## Přehled medailí
| Pořadí | Země                           | Zlato | Stříbro | Bronz | Celkově |
| ------ | ------------------------------ | ----- | ------- | ----- | ------- |
| 1.     | Japonsko                       | 6     | 2       | 4     | 12      |
| 2.     | Sovětský svaz                  | 5     | 5       | 8     | 18      |
| 3.     | Československo                 | 4     | 2       | 0     | 6       |
| 4.     | Jugoslávie                     | 1     | 0       | 0     | 1       |
| 5.     | Německá demokratická republika | 0     | 2       | 2     | 4       |
| 6.     | Finsko                         | 0     | 1       | 0     | 1       |
| Celkem | Celkem                         | 16    | 12      | 14    | 42      |